# Powiat Emsland
Powiat Emsland (niem. Landkreis Emsland) – powiat w niemieckim kraju związkowym Dolna Saksonia. Siedziba powiatu znajduje się w mieście Meppen.

## Historia
Po drugiej wojnie światowej w powiecie zamieszkiwało kilka tysięcy polskich żołnierzy i oswobodzonych więźniów. Mieszkańcy musieli im oddać miasto Haren (Ems), nazwane Maczków, na okres 1945–1948.

## Podział administracyjny
Powiat Emsland składa się z:
- siedmiu miast
- pięciu samodzielnych gmin (niem. Einheitsgemeinde)
- dziewięciu gmin zbiorowych (Samtgemeinde)

Miasta:
| Lp. | Nazwa miasta | Ludność (31.12.2008) | Powierzchnia km² |
| --- | ------------ | -------------------- | ---------------- |
| 1   | Freren       | 5 002                | 48,93            |
| 2   | Haren (Ems)  | 23 029               | 208,62           |
| 3   | Haselünne    | 12 840               | 159,16           |
| 4   | Lingen (Ems) | 51 625               | 176,13           |
| 5   | Meppen       | 34 862               | 188,48           |
| 6   | Papenburg    | 35 268               | 118,36           |
| 7   | Werlte       | 10 077               | 63,75            |

Gminy samodzielne:
| Lp. | Nazwa gminy | Ludność (31.12.2008) | Powierzchnia km² |
| --- | ----------- | -------------------- | ---------------- |
| 1   | Emsbüren    | 9886                 | 139,31           |
| 2   | Geeste      | 11 337               | 133,07           |
| 3   | Rhede (Ems) | 4261                 | 75,02            |
| 4   | Salzbergen  | 7590                 | 53,31            |
| 5   | Twist       | 9621                 | 105,61           |

Gminy zbiorowe:
| Lp. | Nazwa gminy  | Ludność (31.12.2008) | Powierzchnia km² | Liczba gmin |
| --- | ------------ | -------------------- | ---------------- | ----------- |
| 1   | Dörpen       | 15 689               | 209,00           | 9           |
| 2   | Freren       | 10 822               | 131,84           | 5           |
| 3   | Herzlake     | 9855                 | 155,30           | 3           |
| 4   | Lathen       | 11 109               | 165,65           | 6           |
| 5   | Lengerich    | 9122                 | 142,85           | 6           |
| 6   | Nordhümmling | 12 205               | 142,63           | 5           |
| 7   | Sögel        | 15 859               | 285,71           | 8           |
| 8   | Spelle       | 12 803               | 91,09            | 3           |
| 9   | Werlte       | 16 050               | 200,11           | 5           |